# Noorwegen op de Olympische Zomerspelen 1920
Noorwegen nam deel aan de Olympische Zomerspelen 1920 in Antwerpen, België. De 31 medailles waren goed voor een zesde plaats in het medailleklassement.

## Medailleoverzicht
| Sport         | Olympiër | Discipline                        | Medaille |
| ------------- | --- | --------------------------------- | -------- |
| Atletiek      | Helge Løvland | tienkamp (m)                      | Goud     |
| Schietsport   | Otto Olsen | 300m geweer liggend (m)           | Goud     |
| Schietsport   | Otto Olsen | 1 schot lopend hert (m)           | Goud     |
| Schietsport   | Ole Lilloe-Olsen | dubbel schot lopend hert (m)      | Goud     |
| Schietsport   | Harald Natvig Otto Olsen Ole Lilloe-Olsen Einar Liberg Hans Nordvik | 1 schot lopend hert team (m)      | Goud     |
| Schietsport   | Harald Natvig Ole Lilloe-Olsen Einar Liberg Hans Nordvik Thorsten Johansen | dubbel schot lopend hert team (m) | Goud     |
| Zeilen        | Erik Herseth Sigurd Holter Ingar Nielsen Ole Sørensen Petter Jamvold Gunnar Jamvold Claus Juell | 10m klasse (1907)                 | Goud     |
| Zeilen        | Charles Arentz Willy Gilbert Robert Giertsen Arne Sejersted Halfdan Schjøtt Trygve Schjøtt Otto Falkenberg | 10m klasse (1919)                 | Goud     |
| Zeilen        | Henrik Østervold Jan Østervold Ole Østervold Hans Næss Halvor Møgster Halvor Birkeland Rasmus Birkeland Kristian Østervold Lauritz Christiansen | 12m klasse (1907)                 | Goud     |
| Zeilen        | Johan Friele Olaf Ørvig Arthur Allers Christen Wiese Martin Borthen Egill Reimers Kaspar Hassel Thor Ørvig Erik Ørvig | 12m klasse (1919)                 | Goud     |
| Zeilen        | Andreas Brecke Paal Kaasen Ingolf Rød | 6m klasse (1919)                  | Goud     |
| Zeilen        | Carl Ringvold Thorleif Holbye Tellef Wagle Kristoffer Olsen Alf Jacobsen | 8m klasse (1907)                  | Goud     |
| Zeilen        | Magnus Konow Reidar Martiniuson Ragnar Vik Thorleif Christoffersen | 8m klasse (1919)                  | Goud     |
| Boksen        | Sverre Sörsdal | -79,4kg (m)                       | Zilver   |
| Kunststrijden | Andreas Krogh | mannen                            | Zilver   |
| Kunststrijden | Alexia Bryn Yngvar Bryn | paar                              | Zilver   |
| Schietsport   | Østen Østensen Otto Olsen Olaf Sletten Ludvig Larsen Harald Natvig | 300m geweer 3 houdingen team (m)  | Zilver   |
| Schietsport   | Otto Olsen Albert Helgerud Olaf Sletten Østen Østensen Jacob Onsrud | 300&600m geweer liggend team (m)  | Zilver   |
| Turnen        | Alf Aaning Karl Aas Jörgen Andersen Gustav Bayer Jørgen Bjørnstad Asbjørn Bodahl Trygve Boyesen Eilert Bøhm Ingolf Davidsen Haakon Endreson Jacob Erstad Harald Faerstad Hermann Helgesen Petter Hol John Johansen Otto Johannesen Torbjörn Kristofferson Henrik Nielsen Jacob Opdahl Arthur Rydstrøm Bjørn Skjærpe Wilhelm Steffensen Olav Sundal Frithjof Sælen Reidar Tønsberg Lauritz Wigand-Larsen | meerkamp team vrij systeem (m)    | Zilver   |
| Zeilen        | Einar Torgensen Andreas Knudsen Leif Erichsen | 6m klasse (1907)                  | Zilver   |
| Zeilen        | Christian Dick Sten Abel Niels Nielsen Johann Faye | 7m klasse                         | Zilver   |
| Zeilen        | Jens Salvesen Lauritz Schmidt Finn Schiander Nils Thomas Ralph Tschudi | 8m klasse (1919)                  | Zilver   |
| Kunststrijden | Martin Stixrud | mannen                            | Brons    |
| Roeien        | Birger Var Theodor Klem Henry Larsen Per Gulbrandsen Thoralf Hagen | vier-met (m)                      | Brons    |
| Roeien        | Tollef Tollefsen Thoralf Hagen Theodor Nag Conrad Olsen Adolf Nilsen Haakon Ellingsen Thore Michelsen Arne Mortensen Karl Nag | acht (m)                          | Brons    |
| Schietsport   | Østen Østensen | 300m geweer 3 houdingen (m)       | Brons    |
| Schietsport   | Østen Østensen Olaf Sletten Anton Olsen Sigvart Johansen Albert Helgerud | 50m geweer team (m)               | Brons    |
| Schietsport   | Harald Natvig | 1 schot lopend hert (m)           | Brons    |
| Schietsport   | Einar Liberg | dubbel schot lopend hert (m)      | Brons    |
| Worstelen     | Frithjof Andersen | -67,5kg Grieks-Romeins (m)        | Brons    |
| Zeilen        | Henrik Agersborg Trygve Pedersen Einar Berntsen | 6m klasse (1907)                  | Brons    |

## Deelnemers en resultaten

### Atletiek
| Olympiër                                                    | Discipline                | Resultaat | Prestatie |
| ----------------------------------------------------------- | ------------------------- | --------- | --- |
| Asle Bækkedahl                                              | 100m (m)                  | series    | serie 12: 5de |
| Bjarne Guldager                                             | 100m (m)                  | series    | serie 4: 4de |
| Johan Johansen                                              | 100m (m)                  | series    | serie 6: 4de in 11,2 |
| Rolf Stenersen                                              | 100m (m)                  | series    | serie 9: 3de |
| Bjarne Guldager                                             | 200m (m)                  | series    | serie 1: 5de |
| Rolf Stenersen                                              | 200m (m)                  | series    | serie 5: 4de in 23,8 |
| Einar Mangset                                               | 400m (m)                  | 22e       | serie 7: 4de in 51,4 |
| Odolf Larsen                                                | 800m (m)                  | series    | serie 2: 6de in 2.01,6 |
| Helge Løvland                                               | 110m horden (m)           | DNS       | serie 4: niet gestart |
| Erling Aastad Asle Bækkedahl Bjarne Guldager Rolf Stenerson | 4x100m (m)                | DSQ       | serie 1: gediskwalificeerd |
| Erling Aastad                                               | verspringen (m)           | 5e        | kwalificatie: 6de met 6,62m finale: 5de met 6,885m |
| Johan Johannesen                                            | verspringen (m)           | 8e        | kwalificatie: 8ste met 6,585m |
| Einar Ræder                                                 | verspringen (m)           | 10e       | kwalificatie: 10de met 6,565m |
| Kaare Bache                                                 | hink-stap-springen (m)    | 9e        | kwalificatie: 9de met 13,64m |
| Erling Juul                                                 | hink-stap-springen (m)    | 11e       | kwalificatie: 11de met 13,59m |
| Erling Vinne                                                | hink-stap-springen (m)    | 13e       | kwalificatie: 13de met 13,34m |
| Helge Løvland                                               | vijfkamp (m)              | 5e        | verspringen: 7de met 6,32m speerwerpen: 4de met 53,13m 200m: 10de in 24,0 discuswerpen: 2de met 39,51m 1500m: 4de in 4.45,8 totaal: 27 punten |
| Ole Reistad                                                 | vijfkamp (m)              | DNF       | verspringen: 13de met 6,095m speerwerpen: 15de met 38,99m 200m: 9de in 23,9 discuswerpen: 12de met 31,98m 1500m: niet gestart |
| Helge Løvland                                               | tienkamp (m)              | Goud      | 100m: 7de in 12,0 verspringen: 5de met 6,28m kogelstoten: 8ste met 11,19m hoogspringen: 4de met 1,65m 400m: 5de in 54,8 110m horden: 1ste in 16,2 discuswerpen: 2de met 37,34m polsstokhoogspringen: 5de met 3,20m speerwerpen: 4de met 48,01m 1500m: 4de in 4.48,4 totaal: 6803,355 punten |
| Einar Ræder                                                 | tienkamp (m)              | DNF       | 100m: 7de in 12,0 verspringen: 6de met 6,275m kogelstoten: 12de met 10,99m hoogspringen: 4de met 1,65m 400m: 9de in 55,7 110m horden: 7de in 17,0 discuswerpen: 14de met 28,745m polsstokhoogspringen: 16de met 2,50m speerwerpen: 11de met 35,74m 1500m: niet gestart                      |
| Even Vengshoel                                              | veldlopen individueel (m) | DNF       | niet gefinisht |

### Boksen
| Olympiër        | Discipline  | Resultaat | Prestatie |
| --------------- | ----------- | --------- | --- |
| Peder Kjellberg | -50,8kg (m) | 9e        | 1ste ronde: V van BEL Charpentier: beslissing |
| Einar Nilsen    | -50,8kg (m) | 9e        | 1ste ronde: V van USA Genaro: beslissing |
| John Koss       | -53,5kg (m) | 5e        | 1ste ronde: vrij kwartfinale: V van GBR McKenzie: beslissing |
| Hjalmar Nygaard | -53,5kg (m) | 9e        | 1ste ronde: V van FRA Ricard: beslissing |
| Paul Erdal      | -57,2kg (m) | 5e        | 1ste ronde: vrij 2de ronde: W van GBR Adams: beslissing kwartfinale: V van FRA Fritsch: knock-out                                                                                                |
| Arthur Olsen    | -57,2kg (m) | 9e        | 1ste ronde: W van ARG Rodríguez: gediskwalificeerd 2de ronde: V van FRA Gachet: beslissing |
| Johan Sæterhaug | -61,2kg (m) | 5e        | 1ste ronde: W van GBR Gilmour: beslissing kwartfinale: V van CAN Newton: beslissing |
| Aage Steen      | -66,7kg (m) | 5e        | 1ste ronde: W van ITA Valle: scheidsrechterlijke beslissing 2de ronde: W van FRA Richards: scheidsrechterlijke beslissing kwartfinale: V van CAN Schneider: beslissing                           |
| Trygve Stokstad | -66,7kg (m) | 5e        | 1ste ronde: vrij 2de ronde: W van RSA Ingram: beslissing kwartfinale: V van USA Clark: beslissing                                                                                                |
| Rolf Jacobsen   | -72,6kg (m) | 5e        | 1ste ronde: vrij 2de ronde: V van USA Lagonia: beslissing |
| Hjalmar Strømme | -72,6kg (m) | 5e        | 1ste ronde: vrij 2de ronde: W van FRA Dortet: beslissing kwartfinale: W van DEN Olsen: beslissing halve finale: V van CAN Prud'homme: knock-out bronzen finale: V van CAN Herscovitch: knock-out |
| Johan Clementz  | -79,4kg (m) | 9e        | 1ste ronde: V van CAN Holdstock: beslissing |
| Sverre Sørsdal  | -79,4kg (m) | Zilver    | 1ste ronde: W van FRA Darbou: gediskwalificeerd kwartfinale: W van USA Schell: beslissing halve finale: W van GBR Brown: beslissing finale: V van USA Eagan: beslissing                          |
| Sigurd Hoel     | -79,4kg (m) | 9e        | 1ste ronde: vrij kwartfinale: V van FRA Eluère: beslissing |

### Kunstrijden
| Olympiër                | Discipline | Resultaat | Prestatie   |
| ----------------------- | ---------- | --------- | ----------- |
| Andreas Krogh           | mannen     | Zilver    | 18 punten   |
| Martin Stixrud          | mannen     | Brons     | 24,5 punten |
|                         |            |           |             |
| Ingrid Gulbrandsen      | vrouwen    | 6e        | 24 punten   |
| Margot Moe              | vrouwen    | 5e        | 22,5 punten |
|                         |            |           |             |
| Alexia Bryn Yngvar Bryn | paren      | Zilver    | 15,5 punten |

### Moderne vijfkamp
| Olympiër       | Discipline  | Resultaat | Prestatie |
| -------------- | ----------- | --------- | --- |
| Olliver Smith  | individueel | 14e       | schietsport: 9de met 150 punten zwemmen: 9de in 6.11,0 schermen: 20ste paardensport: 22ste atletiek: 6de in 15.03,2 totaal: 66 punten |
| Arne Tellefsen | individueel | 13e       | schietsport: 2de met 181 punten zwemmen: 10de in 6.17,8 schermen: 18de paardensport: 19de atletiek: 13de in 15.45,0 totaal: 62 punten |

### Paardensport
| Olympiër                                   | Discipline  | Resultaat | Prestatie |
| Dressuur                                   | Dressuur    | Dressuur  | Dressuur |
| ------------------------------------------ | ----------- | --------- | --- |
| Jens Falkenberg                            | individueel | 8e        | 22,3750 punten |
| Eventing                                   |             |           | |
| Bjørn Bjørnseth                            | individueel | DNF       | cross-country 50km: 20ste met 600,00 punten cross-country 20km: niet gefinisht                                                                   |
| Knut Gysler                                | individueel | 9e        | cross-country 50km: 9de met 870,00 punten cross-country 20km: 5de met 585 punten springconcours: 11de met 82,50 punten totaal: 1537,50 punten    |
| Eugen Johansen                             | individueel | 11e       | cross-country 50km: 7de met 892,50 punten cross-country 20km: 18de met 375 punten springconcours: 8ste met 161,25 punten totaal: 1428,75 punten. |
| Knut Gysler Eugen Johansen Bjørn Bjørnseth | team        | DNF       | cross-country 50km: niet gefinisht |
| Springconcours                             |             |           | |
| Eugen Johansen                             | individueel | 13e       | 9 strafpunten |
| Paul Michelet                              | individueel | 4e        | 5 strafpunten |

### Roeien
| Olympiër | Discipline   | Resultaat | Prestatie                                                                             |
| --- | ------------ | --------- | ------------------------------------------------------------------------------------- |
| Birger Var Theodor Klem Henry Larsen Per Gulbrandsen Thoralf Hagen                                                            | vier-met (m) | Brons     | serie 2: W van België: 7.14,0 finale: 3de in 7.02,0                                   |
| Tollef Tollefsen Thoralf Hagen Theodor Nag Conrad Olsen Adolf Nilsen Haakon Ellingsen Thore Michelsen Arne Mortensen Karl Nag | acht (m)     | Brons     | serie 2: W van Tsjecho-Slowakije: 6.32,2 halve finale: V van Groot-Brittannië: 6.36,0 |

### Schietsport
| Olympiër                                                                                      | Discipline                        | Resultaat | Prestatie                 |
| --------------------------------------------------------------------------------------------- | --------------------------------- | --------- | ------------------------- |
| Albert Helgerud                                                                               | 50m geweer (m)                    | 9e        | 375 punten                |
| Sigvart Johansen                                                                              | 50m geweer (m)                    | 13e       | 373 punten                |
| Anton Olsen                                                                                   | 50m geweer (m)                    | 6e        | 379 punten                |
| Østen Østensen                                                                                | 50m geweer (m)                    | 17e       | 368 punten                |
| Olaf Sletten                                                                                  | 50m geweer (m)                    | 14e       | 371 punten                |
| Østen Østensen Olaf Sletten Anton Olsen Sigvart Johansen Albert Helgerud                      | 50m geweer team (m)               | Brons     | 1866 punten               |
| Albert Helgerud                                                                               | 300m geweer 3 houdingen (m)       | 14e       | 955 punten: (337-302-316) |
| Otto Olsen                                                                                    | 300m geweer 3 houdingen (m)       | 27e       | 908 punten: (343-283-282) |
| Østen Østensen                                                                                | 300m geweer 3 houdingen (m)       | Brons     | 980 punten: (347-309-324) |
| Gudbrand Skatteboe                                                                            | 300m geweer 3 houdingen (m)       | 5e        | 975 punten: (351-294-330) |
| Olaf Sletten                                                                                  | 300m geweer 3 houdingen (m)       | 20e       | 930 punten: (317-303-310) |
| Østen Østensen Otto Olsen Olaf Sletten Ludvig Larsen Harald Natvig                            | 300m geweer 3 houdingen team (m)  | Zilver    | 4748 punten               |
| Albert Helgerud                                                                               | 300m geweer liggend (m)           | 6e        | 58 punten                 |
| Otto Olsen                                                                                    | 300m geweer liggend (m)           | Goud      | 60 punten                 |
| Olaf Sletten                                                                                  | 300m geweer liggend (m)           | 6e        | 58 punten                 |
| Østen Østensen Otto Olsen Olaf Sletten Albert Helgerud Jacob Onsrud                           | 300m geweer liggend team (m)      | 6e        | 280 punten                |
| Anton Dahl                                                                                    | 300m geweer staand (m)            | 10e       | 52 punten                 |
| Østen Østensen Otto Olsen Olaf Sletten Albert Helgerud Gudbrand Skatteboe                     | 300m geweer staand team (m)       | 6e        | 242 punten                |
| Olaf Sletten                                                                                  | 600m geweer liggend (m)           | 5e        | 58 punten                 |
| Østen Østensen Otto Olsen Olaf Sletten Albert Helgerud Jacob Onsrud                           | 600m geweer liggend team (m)      | 4e        | 282 punten                |
| Otto Olsen Albert Helgerud Olaf Sletten Østen Østensen Jacob Onsrud                           | 300&600m geweer liggend team (m)  | Zilver    | 565 punten                |
| Einar Liberg                                                                                  | 50m pistool (m)                   | 22e       | 442 punten                |
| Oluf Wesmann-Kjær                                                                             | 50m pistool (m)                   | 24e       | 434 punten                |
| Nordal Lunde                                                                                  | trap (m)                          | 7e        | 85 punten                 |
| Oluf Wesmann-Kjær Nordal Lunde Harald Natvig Thorstein Johansen Hans Nordvik Ole Lilloe-Olsen | trap team (m)                     | 7e        | 210 punten                |
| Harald Natvig                                                                                 | 1 schot lopend hert (m)           | Brons     | 41 punten                 |
| Otto Olsen                                                                                    | 1 schot lopend hert (m)           | Goud      | 43 punten                 |
| Harald Natvig Otto Olsen Ole Lilloe-Olsen Einar Liberg Hans Nordvik                           | 1 schot lopend hert team (m)      | Goud      | 178 punten                |
| Einar Liberg                                                                                  | dubbel schot lopend hert (m)      | Brons     | 71 punten                 |
| Ole Lilloe-Olsen                                                                              | dubbel schot lopend hert (m)      | Goud      | 82 punten                 |
| Harald Natvig Ole Lilloe-Olsen Einar Liberg Hans Nordvik Thorsten Johansen                    | dubbel schot lopend hert team (m) | Goud      | 343 punten                |

### Schoonspringen
| Olympiër         | Discipline      | Resultaat | Prestatie                                 |
| ---------------- | --------------- | --------- | ----------------------------------------- |
| Sigvard Andersen | 10m toren (m)   | 15e       | voorronde groep 2: 8ste met 264,70 punten |
| Sigvard Andersen | plankduiken (m) | 15e       | voorronde groep 1: 5de met 139,00 punten  |
| Bernhard Dahl    | plankduiken (m) | 17e       | voorronde groep 3: 6de met 136,50 punten  |
|                  |                 |           |                                           |
| Brynhild Berge   | 10m toren (v)   | 12e       | voorronde groep 2: 6de met 140,50 punten  |
| Ragnhild Larsen  | 10m toren (v)   | 7e        | voorronde groep 1: 4de met 152,0 punten   |

### Tennis
| Olympiër                     | Discipline     | Resultaat | Prestatie |
| ---------------------------- | -------------- | --------- | --- |
| Conrad Langaard              | enkelspel (m)  | 32e       | 1ste ronde: V van BEL de Laveleye: 2-6, 6-2, 3-6, 3-6                                                                            |
| Jack Nielsen                 | enkelspel (m)  | 17e       | 1ste ronde: vrij 2de ronde: V van ITA Colombo: 2-6, 3-6, 1-6                                                                     |
| Conrad Langaard Jack Nielsen | dubbelspel (m) | 5e        | 1ste ronde: vrij 2de ronde: W van SWE Andersson/Müller: 6-1, 6-8, 6-1, 6-4 kwartfinale: V van FRA Blanchy/Brugnon: 1-6, 3-6, 3-6 |
|                              |                |           | |
| Caro Dahl                    | enkelspel (v)  | 9e        | 1ste ronde: vrij 2de ronde: V van SWE Fick: 5-7, 2-6                                                                             |

### Turnen
| Olympiër | Discipline                     | Resultaat | Prestatie    |
| --- | ------------------------------ | --------- | ------------ |
| Petter Hol | meerkamp individueel (m)       | 14e       | 80,75 punten |
| Alf Aaning Karl Aas Jörgen Andersen Gustav Bayer Jørgen Bjørnstad Asbjørn Bodahl Trygve Boyesen Eilert Bøhm Ingolf Davidsen Haakon Endreson Jacob Erstad Harald Faerstad Hermann Helgesen Petter Hol John Johansen Otto Johannesen Torbjörn Kristofferson Henrik Nielsen Jacob Opdahl Arthur Rydstrøm Bjørn Skjærpe Wilhelm Steffensen Olav Sundal Frithjof Sælen Reidar Tønsberg Lauritz Wigand-Larsen | meerkamp team vrij systeem (m) | Zilver    | 48,55 punten |

### Voetbal
| Olympiër | Discipline | Resultaat | Prestatie |
| --- | ---------- | --------- | --- |
| Sigurd Wathne Otto Aulie Per Skou Adolph Wold Asbjørn Halvorsen Gunnar Andersen Michael Paulsen Einar Wilhelms Johnny Helgesen Einar Gundersen Per Holm Rolf Aas John Johnsen Ellef Mohn Arne Andersen Rolf Thorstvedt Alf Lagesen Kaare Engebretsen Erich Graff-Wang Alexander Olsen | mannen     | 5e        | 1ste ronde: W van Groot-Brittannië: 3-1 kwartfinale: V van Tsjecho-Slowakije: 0-4 consolidatie: V van Italië: 1-2 |

### Wielersport
| Olympiër                                                    | Discipline         | Resultaat | Prestatie  |
| ----------------------------------------------------------- | ------------------ | --------- | ---------- |
| Helge Flatby                                                | tijdrit (m)        | 28e       | 5:12.50,2  |
| Paul Henrichsen                                             | tijdrit (m)        | 29e       | 5:13.23,2  |
| Olaf Nygaard                                                | tijdrit (m)        | 35e       | 5:24.56,6  |
| Thorstein Stryken                                           | tijdrit (m)        | 41e       | 5:44.01,8  |
| Helge Flatby Paul Henrichsen Olaf Nygaard Thorstein Stryken | ploegentijdrit (m) | 8e        | 21:35.11,8 |

### Worstelen
| Olympiër           | Discipline  | Resultaat   | Prestatie |
| Vrije stijl        | Vrije stijl | Vrije stijl | Vrije stijl |
| ------------------ | ----------- | ----------- | --- |
| Gudmund Grimstad   | -69kg (m)   | 5e          | 1ste ronde: vrij 2de ronde: W van SWE Lindgren: beslissing kwartfinale: V van USA Johnson |
| Grieks-Romeins     |             |             | |
| Wilhelm Olsen      | -60kg (m)   | 10e         | 1ste ronde: vrij 2de ronde: V van EST Pütsep |
| Frithjof Andersen  | -67,5kg (m) | Brons       | 1ste ronde: vrij 2de ronde: W van SWE Lindberg kwartfinale: W van NED Coerse halve finale: V van FIN Tamminen bronzen kwartfinale: W van DEN Frisenfeldt bronzen halve finale: W van TCH Kopřiva bronzen finale: W van BEL Janssens |
| Richard Frydenlund | -67,5kg (m) | 5e          | 1ste ronde: vrij 2de ronde: W van SWE Nilsson kwartfinale: V van FIN Tamminen bronzen halve finale: V van BEL Janssens |
| Sjur Johnsen       | -75kg (m)   | 10e         | 1ste ronde: vrij 2de ronde: V van FIN Lindfors |
| Sjur Johnsen       | -75kg (m)   | 4e          | 1ste ronde: vrij 2de ronde: W van GRE Notaris kwartfinale: V van USA Szymanski bronzen kwartfinale: W van USA Szymanski bronzen halve finale: W van DEN Christensen bronzen finale: V van FIN Perttilä                              |
| Harald Vassboten   | +82,5kg (m) | 10e         | 1ste ronde: vrij 2de ronde: W van ITA Calza kwartfinale: V van SWE Ahlgren |

### Zeilen
| Olympiër | Discipline | Resultaat | Prestatie |
| --- | ---------- | --------- | --------- |
| Einar Torgersen Leif Erichsen Andreas Knudsen                                                                                                   | 6m (1907)  | Zilver    | 7 punten  |
| Henrik Agersborg Einar Berntsen Trygve Pedersen                                                                                                 | 6m (1907)  | Brons     | 10 punten |
| Andreas Brecke Paal Kaasen Ingolf Rød | 6m (1919)  | Goud      | 4 punten  |
| Johan Faye Sten Abel Christian Dick Niels Nielsen                                                                                               | 7m (1919)  | Zilver    | 5 punten  |
| Carl Ringvold Thorleif Holbye Alf Jacobsen Kristoffer Olsen Tellef Wagle                                                                        | 8m (1907)  | Goud      | 2 punten  |
| Magnus Konow Thorleif Christoffersen Reidar Marthiniussen Ragnar Vik                                                                            | 8m (1919)  | Goud      | 3 punten  |
| Jens Salvesen Finn Schiander Lauritz Schmidt Nils Thomas Ralph Tschudi                                                                          | 8m (1919)  | Zilver    | 6 punten  |
| Erik Herseth Sigurd Holter Gunnar Jamvold Petter Jamvold Claus Juell Ingar Nielsen Ole Sørensen                                                 | 10m (1907) | Goud      | 2 punten  |
| Charles Arentz Robert Giertsen Willy Gilbert Arne Sejersted Halfdan Schjøtt Trygve Schjøtt Otto Falkenberg                                      | 10m (1919) | Goud      | 2 punten  |
| Henrik Østervold Jan Østervold Ole Østervold Hans Næss Halvor Møgster Halvor Birkeland Rasmus Birkeland Kristian Østervold Lauritz Christiansen | 12m (1907) | Goud      | 2 punten  |
| Johan Friele Olaf Ørvig Arthur Allers Christen Wiese Martin Borthen Egill Reimers Kaspar Hassel Thor Ørvig Erik Ørvig                           | 12m (1919) | Goud      | 2 punten  |

### Zwemmen
| Olympiër     | Discipline          | Resultaat | Prestatie              |
| ------------ | ------------------- | --------- | ---------------------- |
| Alfred Steen | 100m vrije slag (m) | 19e       | serie 5: 6de           |
| Alfred Steen | 100m vrije slag (m) | series    | serie 2: 4de in 6.30,6 |
| Asbjørn Wang | 100m rugslag (m)    | series    | serie 1: 4de in 1.28,2 |

Argentinië · Australië · België · Brazilië · Brits-Indië · Canada · Chili · Denemarken · Egypte · Estland · Finland · Frankrijk · Griekenland · Groot-Brittannië · Italië · Japan · Joegoslavië · Luxemburg · Monaco · Nederland · Nieuw-Zeeland · Noorwegen · Portugal · Spanje · Tsjecho-Slowakije · Verenigde Staten · Zuid-Afrika · Zweden · Zwitserland